# Турбина на Тесла
Турбината на Тесла е безлопаткова центростремителна турбина, която Никола Тесла е патентовал през 1913 г. Турбината работи на принципа на триенето между протичащия флуид (може да бъде вода, пара или друг газ или течност) и повърхността на ротора на турбината. В турбината се използва т. нар. ефект на граничния (повърхностен) слой, а не налягането на флуида върху лопатките, както е при традиционната турбина. Поради това се нарича и турбина на слоя Прантъл (в чест на немския учен Лудвиг Прантъл, открил и изследвал граничния слой).
Роторът на турбината е съставен от няколко диска, между които протича насоченият флуид. Благодарение на триенето с повърхността на дисковете възниква сила, която задвижва (увлича) тези дискове. Самият флуид предава своята енергия на ротора, скоростта му се понижава и по спираловидна траектория флуидът се премества към средата на турбината, където е направен отвор за изтичането му.